# Central Region (Ghana)
Koordinaten: 5° 30′ N, 1° 12′ W
Die Central Region (dt. „Zentralregion“) ist eine Region Ghanas mit der Hauptstadt Cape Coast.

## Geografie
Die Region liegt im Süden des Landes und grenzt im Westen an die Western Region, im Nordwesten an die Western North Region, im Norden an die Ashanti Region und die Eastern Region sowie im Osten an die Greater Accra Region. Im Süden liegt der Atlantische Ozean.

## Bevölkerung
In der Region leben überwiegend Fante, deren Sprache eine der neun staatlich geförderten Schriftsprachen Ghanas ist, im nördlichen Teil leben Angehörige anderer Akanvölker. Um Winneba, die zweitgrößte Stadt der Region, herum, wird Awutu (auch Efutu genannt) gesprochen. Fanti wird jedoch auch von diesen als Zweitsprache verwendet. Etwa ein Drittel der Bevölkerung lebt in den städtischen Zentren. 
Einwohnerentwicklung
| Zensusjahr | Einwohnerzahl |
| ---------- | ------------- |
| 1960       | 0751.392      |
| 1970       | 0890.135      |
| 1984       | 1.142.335     |
| 2000       | 1.593.823     |
| 2010       | 2.201.863     |
| 2021       | 2.859.821     |

## Geschichte
Die Region ist dasjenige Gebiet Ghanas, das als erstes und am intensivsten mit Europäern in Kontakt gekommen ist. Die portugiesische Festung Elmina war 1482 der erste feste europäische  Stützpunkt überhaupt im Afrika südlich der Sahara. Etliche weitere Forts, die von verschiedenen europäischen Mächten errichtet wurden, finden sich mit teilweise nur wenigen Kilometern Abstand entlang der Küste aufgereiht. Die Fante haben jahrhundertelang intensiven Handel und kulturellen Austausch mit den Europäern betrieben und sich im 18. und 19. Jahrhundert gegen die mit ihnen verfeindeten (weil konkurrierenden) Aschanti eng mit den Briten verbündet. Die Region deckt sich räumlich weitgehend mit der sogenannten Fantiföderation, die von 1868 bis 1873 den wohl ersten ernstzunehmenden Versuch einer antikolonialen „Selbstregierung“ in Westafrika darstellte. Die Region war die Keimzelle der britischen Kronkolonie Goldküste und beherbergte im Gefolge dieser intensiven Kontakte bei der Unabhängigkeit Ghanas die bestausgebildete und meist alphabetisierte Bevölkerung Westafrikas.

## Wirtschaft
Die Region verfügt über ein überdurchschnittlich gut ausgebautes Straßennetz und wird von der Eisenbahnstrecke Accra–Sekondi-Takoradi der Breite nach durchzogen. Hier wird ein überproportional hoher Anteil am ghanaischen Bruttosozialprodukt erzeugt. Der Tourismus ist dabei aufgrund der attraktiven Strände und der historischen Sehenswürdigkeiten von wachsender Bedeutung.
In Cape Coast befindet sich die University of Cape Coast, eine der großen Universitäten des Landes.

## Administrative Gliederung
Die Region gliedert sich in 22 Distrikte:
| Distrikt                              | Hauptort          |
| ------------------------------------- | ----------------- |
| Abura/Asebu/Kwamankese                | Dunkwa            |
| Agona East                            | Nsaba             |
| Agona West Municipal                  | Swedru            |
| Ajumako/Enyan/Essiam                  | Ajumako           |
| Asikuma/Odoben/Brakwa                 | Breman Asikuma    |
| Assin Central Municipal               | Nanton            |
| Assin North                           | Assin Bereku      |
| Assin South                           | Nsuaem-Kyekyewere |
| Awutu Senya East Municipal            | Kasoa             |
| Awutu Senya West                      | Awutu Breku       |
| Cape Coast Metropolitan               | Cape Coast        |
| Effutu Municipal                      | Winneba           |
| Ekumfi                                | Apam              |
| Gomoa Central                         | Afransi           |
| Gomoa East                            | Potsin            |
| Gomoa West                            | Essarkyir         |
| Komenda/Edina/Eguafo/Abirem Municipal | Elmina            |
| Mfantseman Municipal                  | Saltpond          |
| Twifo Atti Morkwa                     | Twifo-Praso       |
| Twifo/Heman/Lower Denkyira            | Heman             |
| Upper Denkyira East Municipal         | Dunkwa-On-Offin   |
| Upper Denkyira West                   | Diaso             |